# Tiidu, Valgamaa
Tiidu är en ort i Estland. Den ligger i Sangaste kommun och landskapet Valgamaa, i den södra delen av landet, 190 km sydost om huvudstaden Tallinn. Tiidu ligger 59 meter över havet och antalet invånare är 125.
Terrängen runt Tiidu är platt, och sluttar söderut. Runt Tiidu är det glesbefolkat, med 9 invånare per kvadratkilometer. Närmaste större samhälle är Tsirguliina, 7,7 km sydväst om Tiidu. Omgivningarna runt Tiidu är en mosaik av jordbruksmark och naturlig växtlighet.